# Двойные соли
Двойные соли — это соли, содержащие два и более разных видов катионов или анионов. Большинство двойных солей содержат также кристаллизационную воду. Двойные соли существуют только в твердом виде.

## Свойства
Важным отличием от комплексных солей является факт того, что комплексные соли при диссоциации комплекс (комплексы), который сам мало диссоциирован. Двойные соли не имеют таких комплексов. Например, гексацианоферрат(II) калия диссоциирует на ионы калия K+ и гексацианоферрат(II) ионы [Fe(CN)6]4-:
{\displaystyle {\ce {K4[Fe(CN)6] -> 4K^+ + [Fe(CN)6]^4-}}}
Сам [Fe(CN)6]4- мало диссоциирован:
{\displaystyle {\ce {[Fe(CN)6]^4- <=> Fe^2+ + 6CN^-}}}
В то же время двойные соли являются сильным электролитами (в случае, если они растворимы) и комплексные частицы не обнаруживаются в их растворах:
{\displaystyle {\ce {FeSO4*(NH4)2SO4*6H2O -> FeSO4 + (NH4)2SO4 + 6H2O}}}
{\displaystyle {\ce {FeSO4 + (NH4)2SO4 + 6H2O <=> Fe^2+ + 2NH4^+ + 2SO4^2-}}}
Некоторые соединения, например, фосфат магния-аммония (минерал струвит), в воде не растворяются, и, соответственно, диссоциировать не могут.

## Получение
Двойные соли образуются при кристаллизации растворов солей, которые могут их образовывать. Например, сульфата железа(II) и сульфата аммония:
{\displaystyle {\ce {FeSO4 + (NH4)2SO4 + 6H2O -> FeSO4*(NH4)2SO4*6H2O v}}}
Также, возможно образование двойных солей при сплавлении простых солей.

## Примеры

### Квасцы
Квасцы — сульфаты общей формулы M+M3+(SO4)2·12H2O, где M+ —  одновалентный катион (представитель щелочных металлов кроме лития, таллия или аммония), а M3+ — трёхвалетный катион, обычно, Cr3+ или Al3+. Например, алюмокалиевые квасцы.

### Соли Тутто́на
Соли Тутто́на (шени́ты) — двойные комплексные соли общей формулы M2+ M2+ (SO4)2·6H2O, где M+ могут выступать Cs, K, NH4, Rb, Tl (кроме лития и натрия). В качестве металла M2+ могут выступать Cd, Co, Cr, Cu, Fe, Mg, Mn, Ni, V, Zn. Например, соль Мора.

### Иные частные случаи
Некоторые двойные соли не относятся к собирательным группам и существуют отдельно. Например, тартрат натрия-калия.